# Суперкубок Іраку з футболу 2000
Суперкубок Іраку з футболу 2000  — 5-й розіграш турніру. Матч відбувся 22 грудня 2000 року між чемпіоном і володарем кубка Іраку клубом Аль-Завраа та віце-чемпіоном Іраку клубом Аль-Кува Аль-Джавія.
| Володар Суперкубка Іраку 2000 |
| ----------------------------- |
|                               |
| Аль-Завраа Третій титул       |

## Матч

### Деталі
| 22 грудня 2000 |

| Аль-Завраа | 1:0 | Аль-Кува Аль-Джавія |
| ---------- | --- | ------------------- |
| Хамад 68'  |     |                     |

| Аль-Шааб, Багдад Арбітр: Махмуд Нуралдін |